# Камень трёх рек
Драйфлуссштайн (нем. Dreiflussstein — «камень трёх рек») — памятный камень, установленный на стыке водоразделов трёх крупных рек Германии: Рейна, Везера и Эмса.

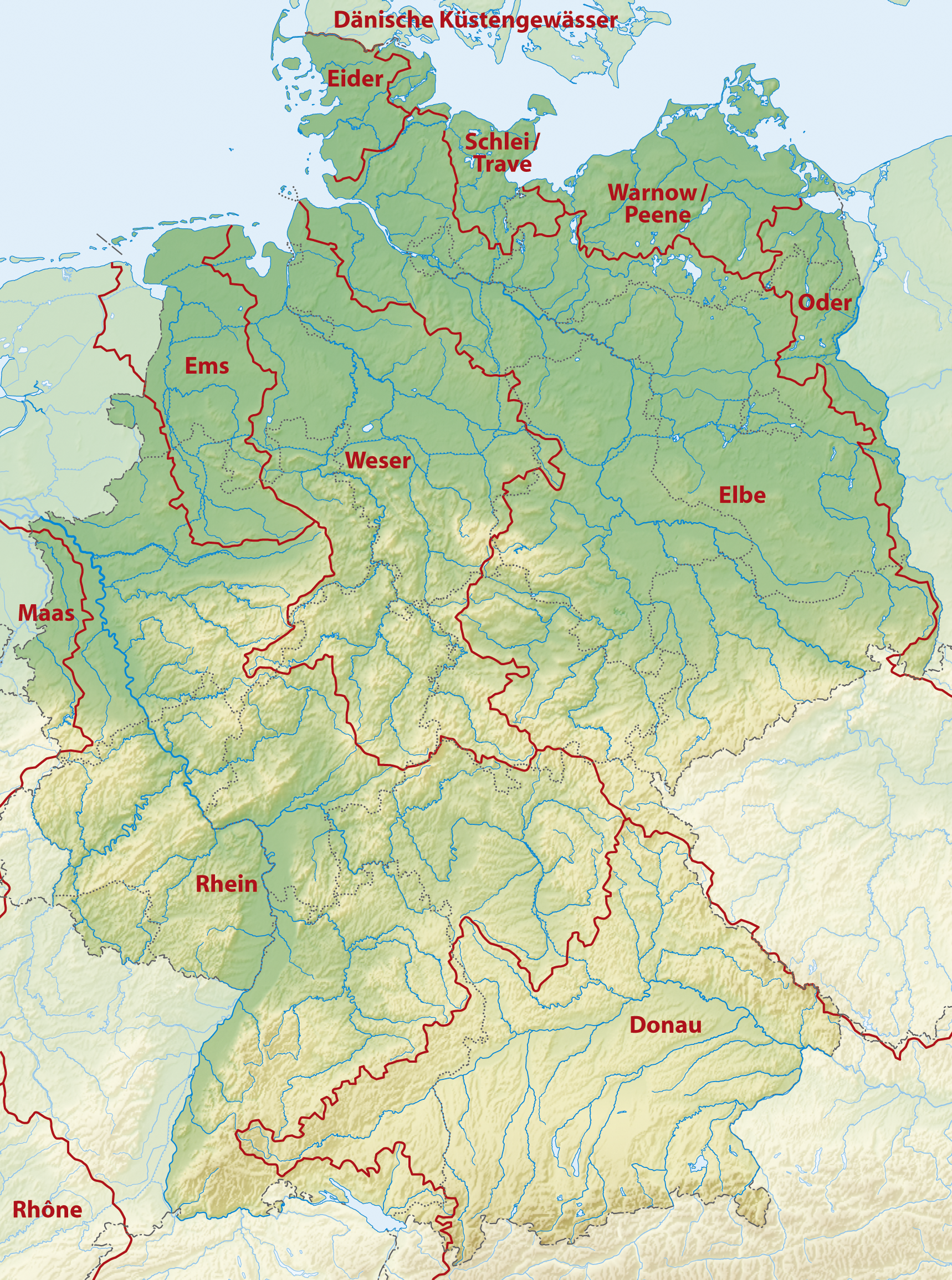
Водоразделы крупных рек Германии

Крупная глыба местного песчаника торжественно освящена в присутствии Экхарда Уленберга, — министра природной среды земли Северный Рейн-Вестфалия, 26 августа 2009 года. На ней выложено металлом слово «Dreiflussstein», а по трём прилегающим основаниям начертаны названия трёх рек: «Рейн», «Везер», «Эмс». Памятный камень находится на низкогорной гряде Тевтобургского Леса. От него хорошо виден ретранслятор Бильштайн (Bielstein), а неподалёку расположены такие известные достопримечательности, как памятник Арминию и каменный комплекс Экстерштайн.
Рядом с памятным камнем расположен город Детмольд, а в 20-ти километрах — город Падерборн.